# 1952 en football canadien
Chronologie
Saison précédente Saison suivante
1952 est la 69e saison depuis la fondation de la Canadian Rugby Football Union en 1884.

## Événements
La Western Interprovincial Football Union (WIFU) augmente le nombre de matchs par saison de 14 à 16. 
L'université McMaster ne fait plus partie de l'Ontario Rugby Football Union (ORFU), et les Redskins de Brantford s'y joignent. Les Royals de Windsor cessent leurs opérations après neuf matchs et ne reviendront plus.
La rencontre de la coupe Grey le 29 novembre est la première partie de football télédiffusée au Canada.

## Classements
| Clt   | Équipe                 | PJ | V | D  | N | BP  | BC  | Pts |
| ----- | ---------------------- | -- | - | -- | - | --- | --- | --- |
| +001, | Tiger-Cats de Hamilton | 12 | 9 | 2  | 1 | 268 | 162 | 19  |
| +002, | Argonauts de Toronto   | 12 | 7 | 4  | 1 | 265 | 191 | 15  |
| +003, | Rough Riders d'Ottawa  | 12 | 5 | 7  | 0 | 200 | 238 | 10  |
| +004, | Alouettes de Montréal  | 12 | 2 | 10 | 0 | 136 | 278 | 4   |

| Clt   | Équipe                         | PJ | V  | D  | N | BP  | BC  | Pts |
| ----- | ------------------------------ | -- | -- | -- | - | --- | --- | --- |
| +001, | Blue Bombers de Winnipeg       | 16 | 12 | 3  | 1 | 394 | 211 | 25  |
| +002, | Eskimos d'Edmonton             | 16 | 9  | 6  | 1 | 291 | 280 | 19  |
| +003, | Stampeders de Calgary          | 16 | 7  | 9  | 0 | 293 | 340 | 14  |
| +004, | Roughriders de la Saskatchewan | 16 | 3  | 13 | 0 | 216 | 363 | 6   |

### Ligues provinciales
| Clt   | Équipe                 | PJ | V  | D | N | BP  | BC  | Pts |
| ----- | ---------------------- | -- | -- | - | - | --- | --- | --- |
| +001, | Imperials de Sarnia    | 12 | 11 | 1 | 0 | 312 | 68  | 12  |
| +002, | Balmy Beach de Toronto | 11 | 8  | 3 | 0 | 215 | 156 | 8   |
| +003, | Redskins de Brantford  | 10 | 2  | 8 | 0 | 100 | 189 | 4   |
| +003, | Royals de Windsor      | 9  | 0  | 9 | 0 | 60  | 274 | 4   |

## Séries éliminatoires

### Demi-finale de la WIFU
- 22 octobre : Eskimos d'Edmonton 12 - Stampeders de Calgary 31
- 25 octobre : Stampeders de Calgary 7 - Eskimos d'Edmonton 30

Edmonton remporte la série 42 à 38

### Finale de la WIFU
- 1er novembre : Blue Bombers de Winnipeg 28 - Eskimos d'Edmonton 12
- 8 novembre : Eskimos d'Edmonton 18 - Blue Bombers de Winnipeg 12
- 11 novembre : Eskimos d'Edmonton 22 - Blue Bombers de Winnipeg 11

Edmonton gagne la série 52 à 51 et passe au match de la coupe Grey.

### Demi-finales de l'Est
- Imperials de Sarnia 41 - Balmy Beach de Toronto 12
- Balmy Beach de Toronto 7 - Imperials de Sarnia 24

Sarnia gagne la série 65 à 19
- 15 novembre : Argonauts de Toronto 22 - Tiger-Cats de Hamilton 6
- 19 novembre : Tiger-Cats de Hamilton 27 - Argonauts de Toronto 11
- 22 novembre : Tiger-Cats de Hamilton 7 - Argonauts de Toronto 12

Le pointage étant égal 33 à 33 après deux matchs, un troisième match est joué. Toronto gagne la série 45 à 40.

### Finale de l'Est
- 26 novembre : Imperials de Sarnia 15 - Argonauts de Toronto 34

Les Argonauts passent au match de la coupe Grey.

### 39ecoupe Grey
- 29 novembre : Les Argonauts de Toronto gagnent 21-11 contre les Eskimos d'Edmonton au Varsity Stadium à Toronto (Ontario).

## Honneurs individuels
- Trophée Jeff-Russel (courage, habileté, jeu propre et esprit sportif dans l'IRFU) : Vince Mazza (BL), Tiger-Cats de Hamilton